# Klášter Grandselve
Klášter Grandselve (latinsky Grandis silva) je bývalé cisterciácké opatství ve Francii v obci Bouillac v departementu Tarn-et-Garonne. Leží severozápadně od města Toulouse.

## Historie
Klášter založil v roce 1114 Géraud de Sales původně jako benediktinský a byl závislý na opatství Cadouin. V roce 1145 se změnil na cisterciácký jako dceřiný klášter opatství Clairvaux a stal se rychle jedním z nejvýznamnějších klášterů jižní Francie. Stavba klášterního kostela začala na konci 12. století a roku 1253 byl kostel vysvěcen. Byl přes 100 m dlouhý a 20 m široký. Majetek zahrnoval přes 20 000 ha a dělil se na 25 grangrií. V roce 1281 opatství založilo v Toulouse Collège de Saint-Bernard. Jeho filiacemi byly kláštery Fontfroide, Calers (1147), Candeil a Santes Creus ve Španělsku (oba 1150).
Úpadek kostela začal ve 14. století. Za stoleté války stál na straně Francie. Dva domy, které klášter vlastnil v Bordeaux, byly během války zcela zničeny. Mnichové se museli stáhnout do městečka Grenade. I když se klášter hugenotských válek neúčastnil, přesto byly některé grangie zpustošeny. V roce 1790 bylo v klášteře jen 16 mnichů, kteří v průběhu Velké francouzské revoluce v březnu 1791 klášter opustili. Budova byla v srpnu 1791 prodána a v roce 1793 zbořena. Z kláštera se dochovala jen fortna. V roce 1970 byly odhaleny podlahové dlaždice kláštera.